# Gyrotaenia microcarpa
Gyrotaenia microcarpa är en nässelväxtart som först beskrevs av Hugh Algernon Weddell, och fick sitt nu gällande namn av Fawcett och Rendle. Gyrotaenia microcarpa ingår i släktet Gyrotaenia och familjen nässelväxter. Inga underarter finns listade i Catalogue of Life.